# Geumnam-myeon, Sejong
Geumnam-myeon (koreanska: 금남면) är en socken i staden Sejong, Sydkorea. Den ligger 120 km söder om huvudstaden Seoul.